# Solid Serenade
Solid Serenade è un film del 1946 diretto da William Hanna e Joseph Barbera. È il ventiseiesimo cortometraggio animato della serie Tom & Jerry, prodotto dalla Metro-Goldwyn-Mayer e uscito negli Stati Uniti il 31 agosto 1946. Estratti di questo cortometraggio sono visibili in altri tre cortometraggi di Tom e Jerry: Il diario di Jerry, Gatto colpito al cuore e Il gatto impertinente (in quest'ultimo caso con l'audio alterato).

## Trama
Tom va a fare una serenata con il contrabbasso a Toodles, cantando "Is You Is or Is You Ain't My Baby", dopo aver legato il cane da guardia Killer (che è identico a Spike). Così facendo però disturba il sonno di Jerry, che a causa della sua vociaccia stonata gli impedisce di dormire e per farlo smettere tira in faccia a Tom due torte (di cui la prima contenente un ferro da stiro). Il gatto insegue Jerry, ma quest'ultimo slega Killer. Ora è Tom ad essere inseguito, ma riesce più volte a liberarsi di Killer. Jerry si rifugia nella cuccia del cane, e Tom lo segue ridendo maniacalmente per poi chiudere la porta della cuccia credendo di aver messo il topino in trappola senza sapere che all'interno è già tornato Killer. Il cane infatti fa uscire Jerry e ride a sua volta maniacalmente dato che il gattaccio si è messo in trappola da solo e non immagina lontanamente cosa gli accadrà dopodiché Killer chiusa la porta della cuccia scatena la sua furia su Tom, e infine usa il gatto come corda del contrabbasso per fare a sua volta una serenata a Toodles, mentre Jerry suona i baffi di Tom con un archetto.